# كريس وايد
كريس وايد (بالإنجليزية: Christopher Wade؛ مواليد 30 سبتمبر 1987) هو مقاتل فنون القتال المختلطة أمريكي.

## وصلات خارجية
- كريس وايد على موقع يو إف سي (الإنجليزية)
- كريس وايد على موقع شيردوغ (الإنجليزية)
- كريس وايد على موقع IMDb (الإنجليزية)